# Valeriana graciliceps
Valeriana graciliceps là một loài thực vật có hoa trong họ Kim ngân. Loài này được Clos miêu tả khoa học đầu tiên..